# Pas raccord
Pas raccord (titre original : The Perks of Being a Wallflower) est un roman épistolaire de l'auteur américain Stephen Chbosky, en partie autobiographique, et vendu dans plusieurs pays.
Réédité de nombreuses fois, il est désormais connu sous le titre Le Monde de Charlie depuis novembre 2012. C'est aussi sous ce nom qu'il a été adapté au cinéma par son auteur lui-même.

## Résumé
Charlie est le personnage de Stephen Chbosky, il est son double fictif. Pas raccord raconte sa première année au lycée. Le roman se présente sous la forme de lettres que Charlie adresse à un inconnu. On apprend que Charlie, quinze ans, est un jeune homme fragile et à la limite de la société. Il commence sa seconde avec une certaine appréhension, étant donné que son meilleur ami (Michael) s'est suicidé quelques mois plus tôt, au collège. Il ne sent pas capable d'expliquer à quelqu'un ce qui lui arrive, il n'arrive pas à parler à sa famille, car nul n'a jamais réussi à vraiment le comprendre. Il explique également que la seule personne dont il s'est jamais senti proche était sa tante Helen, morte dans un accident de voiture à ses sept ans.
Après de difficiles débuts, Charlie intègre un groupe d'amis grâce à Patrick et à sa demi-sœur Sam, des élèves de terminale. Il en tombe rapidement amoureux mais persiste à penser qu'il n'a aucune chance avec celle-ci. Patrick et Sam lui font bientôt découvrir la vie d'un jeune « normal » : sexe, drogue, alcool, fêtes. Il raconte plusieurs expériences qu'il a d'ailleurs eu lors de ces « découvertes », comme cette sensation d'invincibilité la première fois qu'il va dans le tunnel ou bien la façon dont il est arrivé à danser en petite tenue[pas clair] au Rocky Horror Picture Show. 
Après une soirée où il a consommé du LSD, il est trouvé par la police, étendu sur le sol, dans la neige. Il est emmené à l'hôpital où l'on nous révèle son état mental déplorable.
Bill, son professeur de littérature, joue un rôle très important dans la vie de Charlie. Après s'être rendu compte de son talent, il l'incite à lire en dehors des cours, à écrire et à lui faire lire ce qu'il écrit. En effet, il souhaite l'aider à améliorer son style, ce qui se ressent dans les lettres.
Même s'il est fou amoureux de Sam, il sort brièvement avec Mary Elizabeth, une de leurs amis. Au départ, Charlie ne se soucie pas vraiment de cette relation à sens unique, mais après avoir lu un livre de poèmes offert par cette dernière, il se rend compte que ça ne le satisfait nullement. À un « action ou vérité », Patrick lui somme d'embrasser la plus belle fille de la soirée. Il se tourne alors vers Sam et l'embrasse et c'est sur cette note amère que son histoire avec Mary Elizabeth s'achève. Patrick lui conseille alors de s'éloigner un peu du groupe pour le moment en lui promettant un coup de fil pour lui dire quand il pourra revenir. Au même moment, Sam se met en couple avec un garçon de l'université nommé Craig. Charlie ne supporte pas la façon dont il la traite (exemple : si Craig prend une belle photo de Sam il dira qu'elle est belle car il l'a prise et non parce que Sam est belle...).
Après sa rupture avec Charlie, Mary Elizabeth sort avec un ami de Craig, Peter. Quelque temps après, Craig et Sam rompent car Craig la trompait avec (beaucoup) d'autres filles.
Charlie écrit un livre sur la relation entre Patrick et Brad (le quarterback de l’équipe de foot, qui est secrètement gay). Un jour, le père de Brad les surprend tous les deux, faisant l'amour. Il se met à le frapper violemment, devant Patrick. Le lendemain, Brad revient en cours couvert de bleus et de plaies et ignore complètement Patrick. Un des copains de Brad s'en prend à Patrick et Brad ne réagit pas. Cela met Patrick hors de lui et il décide de confronter Brad à la réalité, devant tout le monde. Comme Brad continue de l'ignorer et l'insulte même, Patrick lui jette un dernier mot tranchant et rempli de colère en s'éloignant. Brad, pour se venger, le traite de « pédale » devant toute la cafétéria, ce qui conduit à une bagarre entre les deux membres du couple. Le groupe de Brad, l'équipe de foot,  décide de le tabasser pour venger Brad. C'est alors que Charlie arrive et met à terre toute la bande. Charlie aide Patrick à se relever et menace Brad et ses amis de leur crever les yeux s'ils osent encore une fois blesser Patrick.
Un autre couple est aussi mis en danger : celui de sa sœur et de son copain appelé « queue de cheval ». En effet, Charlie le voit la frapper, ce qui le choque particulièrement étant donné que sa tante est devenue folle après avoir été abusée. Candice, la sœur, lui assure que c'était la seule et unique fois et que ça ne se reproduira jamais. Elle le quitte après lui avoir annoncé qu'elle était enceinte. À part lui, elle ne le dit qu'à Charlie, qui l'accompagne se faire avorter. Plus tard dans le livre, elle sort avec un garçon nommé Eric.
Charlie grandit énormément au fil des lettres et on le voit « s'intégrer à la vie », comme le lui a conseillé Bill. Cependant, le temps passe et il se rend bientôt compte que la fin de l'année approche, et avec elle le départ de tous ses amis, de sa sœur et de Sam. Cette dernière est d'ailleurs mise sur liste d'attente pour Penn State. Un peu avant son départ, Charlie et elle sont sur le point de coucher ensemble. Cependant, Charlie arrête net car il se sent très étrange et mal à l'aise, même s'il ne sait pas pourquoi. Après s'être réveillé le lendemain, il se rend compte que sa tante Helen a abusé de lui lorsqu'il était jeune. Il n'arrive pas à le supporter et est hospitalisé. Après être sorti de l'hôpital, il retourne dans le tunnel avec Sam et Patrick et se libère de ses chaînes. Il se sent libre et heureux. Il comprend qu'il peut vivre sans avoir peur car il est plus qu'un simple décor, qu'un figurant.
Charlie change énormément au fil du livre dans sa façon de voir le monde et de se voir : il devient un personnage bien plus sûr de lui, bien plus attaché à la vie.